# Jeff Pope
Jeff Pope é um roteirista e produtor cinematográfico britânico. Como reconhecimento, foi nomeado ao Oscar 2014 na categoria de Melhor Roteiro Adaptado por Philomena.